# Trefaldighetskyrkan, Karlskrona
Trefaldighetskyrkan i Karlskrona är belägen söder om Stortorget i stadens mitt och är ritad av Nicodemus Tessin d.y. Kyrkan är en åttakantig centralkyrka med kupoltak och mot torget visar den upp en mäktig portik med fyra kolonner. Kyrkan tillhör Karlskrona stadsförsamling.

## Historia
När Karlskrona grundades 1680 behövdes mycket arbetskraft för att bygga upp staden. Under stadens första år flyttade många tyskar till staden. Första årtiondet fick de hålla egna gudstjänster på tyska i Hedvig Eleonora kyrka, den provisoriska träkyrka som stadens svenska församling uppfört. 1689 började tyskarna fundera på en egen kyrkolokal och 17 oktober samma år fick de kungens lov att bilda en egen församling i enlighet med de privilegier han givit staden. Den 3 juni 1697 lades den första grundstenen till kyrkan, det tog dock till 1709 innan kyrkan var så klar att den kunde invigas vilket skedde den 27 juni detta år. Ytterligare 40 år skulle dock dröja innan bygget var helt klart.
I samband med den stora stadsbranden i Karlskrona 1790 brann kyrkan och efter branden stod bara murarna kvar. Kyrkan återuppbyggdes emellertid efter de ursprungliga ritningarna.
Trefaldighetskyrkan kallas även för Tyska Kyrkan då den ursprungligen var den Tyska församlingens kyrka. Församlingen bildades 1689 och fanns till 1847 då den gick upp i Karlskrona stadsförsamling.
Tillsammans med Fredrikskyrkan i Karlskrona brukar Trefaldighetskyrkan räknas till den klassiska, romerska barockens främsta monument i Sverige.
Kyrkan är en del av Karlskrona världsarv som blev upptaget på Unescos världsarvslista 1998.

## Kyrkobyggnaden

### Tessins kyrka
När Nicodemus Tessin d.y. fick i uppdrag att göra upp ritningar för stadskyrkan eller Fredrikskyrkan och  tyska kyrkan eller Trefaldighetskyrkan valde han att utföra den sistnämnda med en planform av samma typ som  Santa Maria dei Miracoli i Rom. 
Kyrkan var utformad som en oktogon med fyra korsarmar. Invändigt var det centrala kyrkorummet cirkelrunt. Den södra korsarmen utgjordes av ett kor och i den norra fanns huvudentrén. 
Enligt bevarade kopior av originalritningen hade kyrkan en stor kupol med runda ljusöppningar. Kupolens höjd förstärktes av en hög, åttakantig lanternin krönt med en kunglig krona. 

### Tempelmans restaurering
Efter branden 1790 återstod endast de svårt skadade yttermurarna. 1791 fick Olof Tempelman i uppdrag att utarbeta förslag till återuppbyggnad av kyrkan.Tempelmans förslag visar en förenkling av arkitektoniska detaljer beträffande kyrkans exteriör. Dessa avsteg från Tessins ritningar bringar byggnaden i balans med tidens nyklassicistiska stilideal. 
Tessins stora kupol och lanternin ersattes av en lägre avtrappad kupol och en låg lanternin med Pantheon som förebild, krönt av ett klot med ett kors. 
Vad huvudingångens portik beträffar dröjde det till 1862 innan den fick sin nuvarande utformning.

### Interiören
Tolv år efter kyrkans återinvigning 1802 tillkom kyrkorummets inredning. Huvudansvarig för detta arbete var bildhuggaren Johan Törnström.
Koret beläget i södra korsarmen domineras av en nyklassicistisk altaruppställning bestående av två kolonner med ett genombrutet överstycke med en strålsol och en duva i dess mitt. Nedanför en molnformation med två bevingade änglahuvuden. I altarkompositionen ingick från början ett stort kors som togs bort vid renoveringen 1912. Det nuvarande förgyllda korset med svepduk och törnekrona utfördes ursprungligen för Fredrikskyrkan efter ritningar av Johan Adolf Hawerman 1843. I samband med renoveringen 1912 fick altarfönstret (som numera är igensatt och bara kan ses utifrån) dekorativa målningar med motiv från Stortorgets båda kyrkor.
Predikstolen i empirestil vid kyrkorummets sydöstra vägg är ovanlig i sin utformning. Den har en korg försedd med kraftiga balusterdockor och är framtill prydd med ett skulpterat draperi. Ljudtaket bärs upp av två smäckra kolonner. Inuti predikstolen inryms också sakristian. Vad Törnström funnit förebild till denna skapelse är okänt. 
Törnström har troligen också svarat för bänkinredningens utformning. Bänkinredningen är sluten med rektangulära speglar.
Även målningen av den stora kupolens kassettdekor och lanterninens strålsol utfördes av Törnström. 

## Bildgalleri

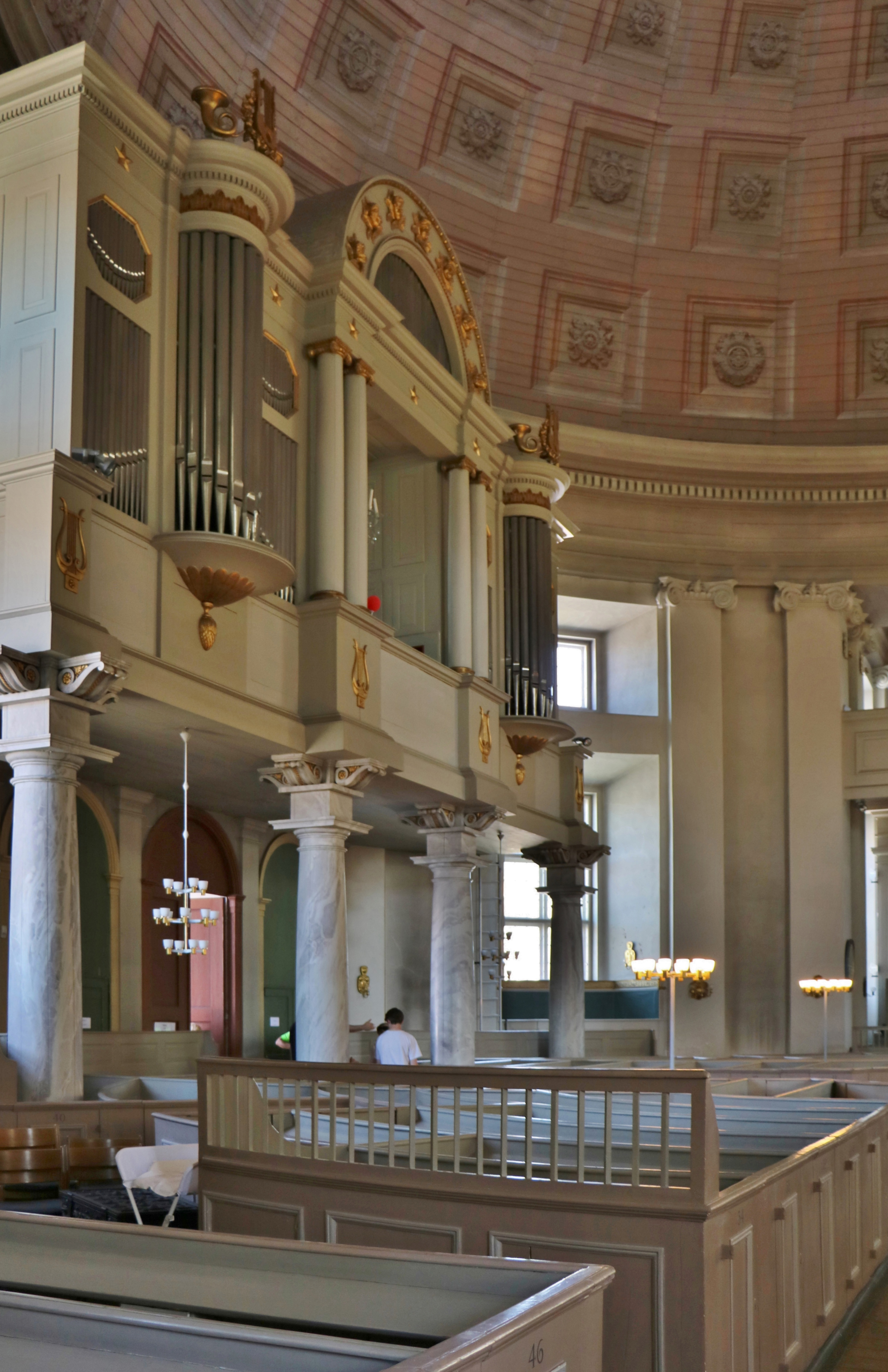
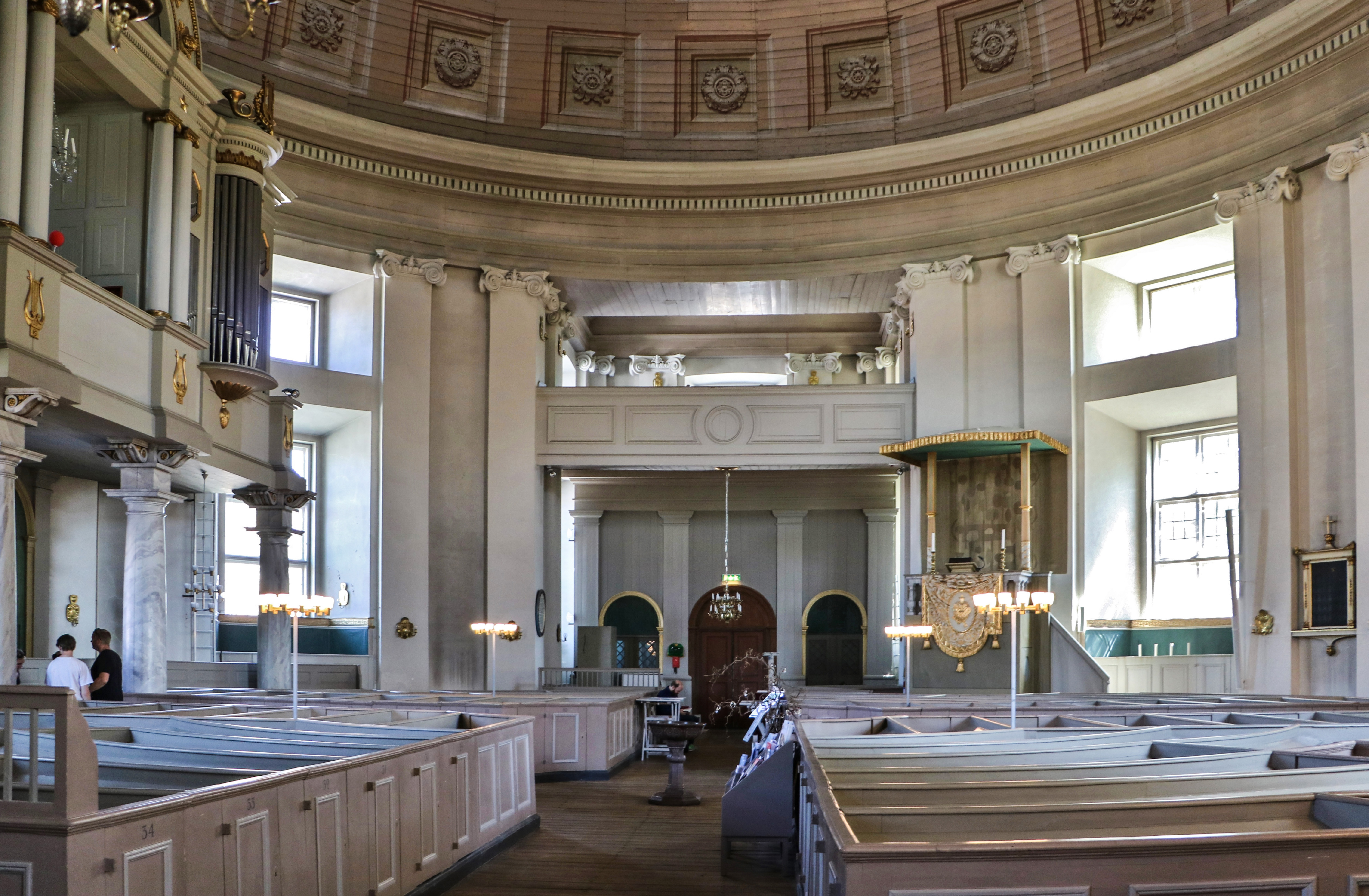
Interiör
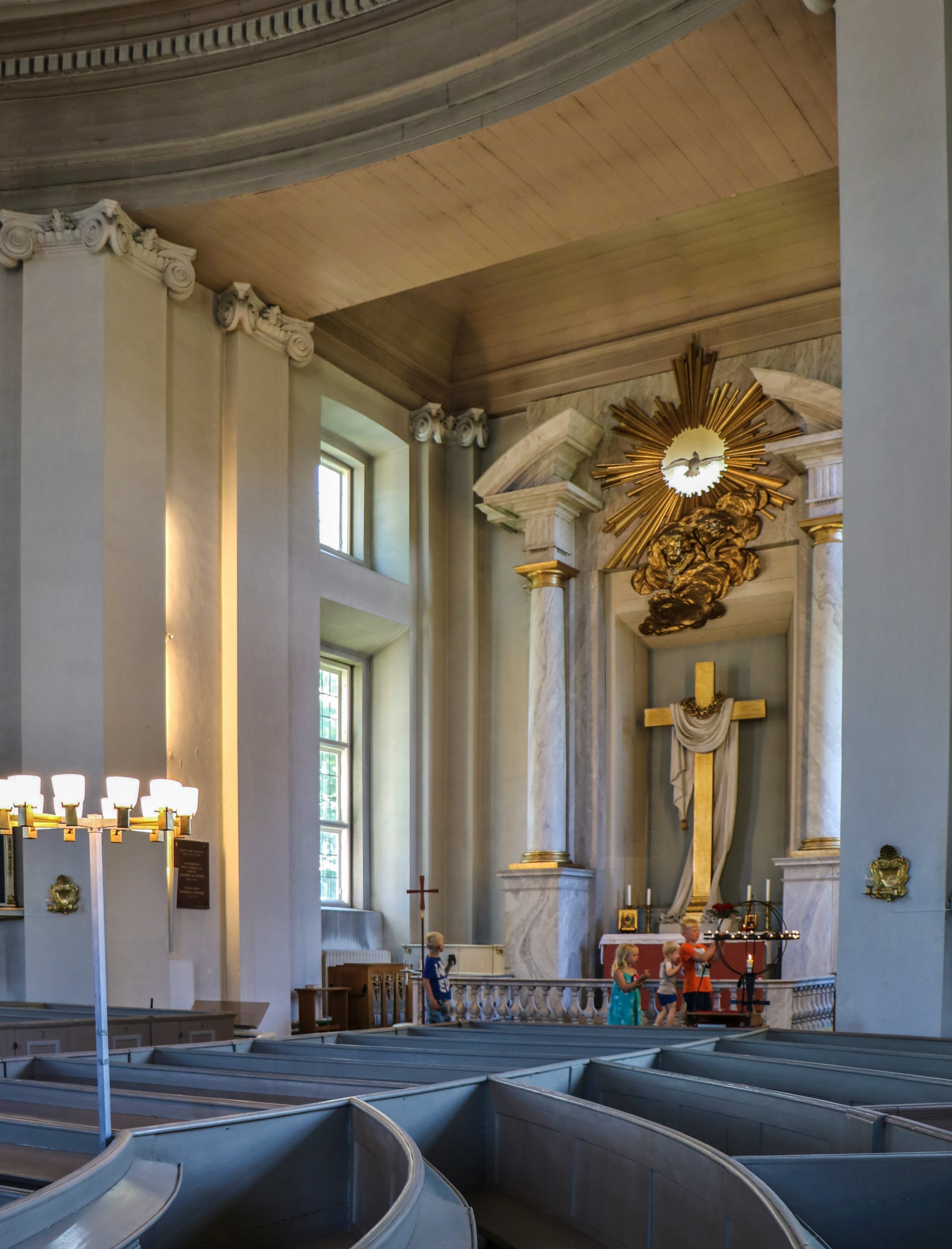
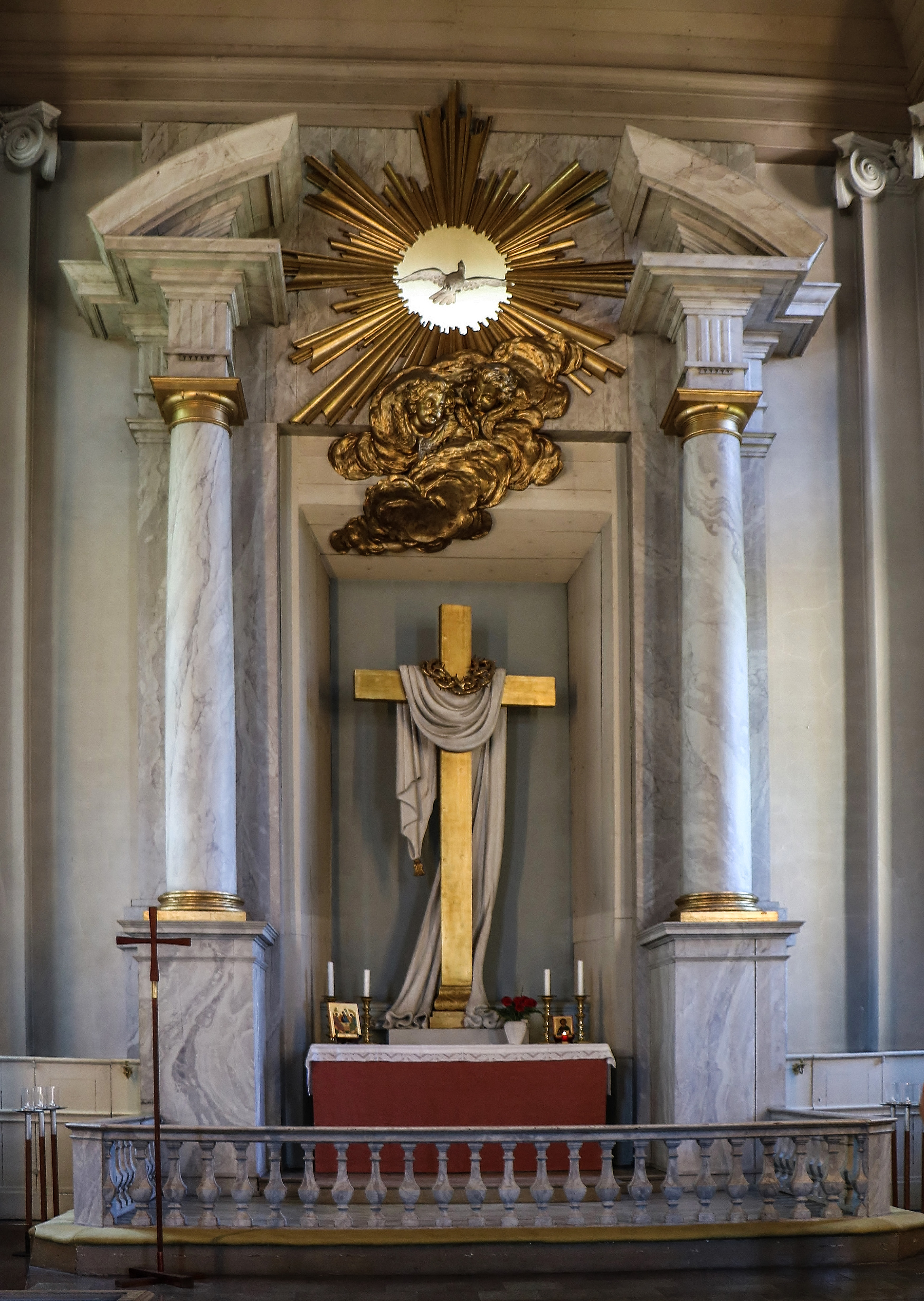
Altaruppställningen
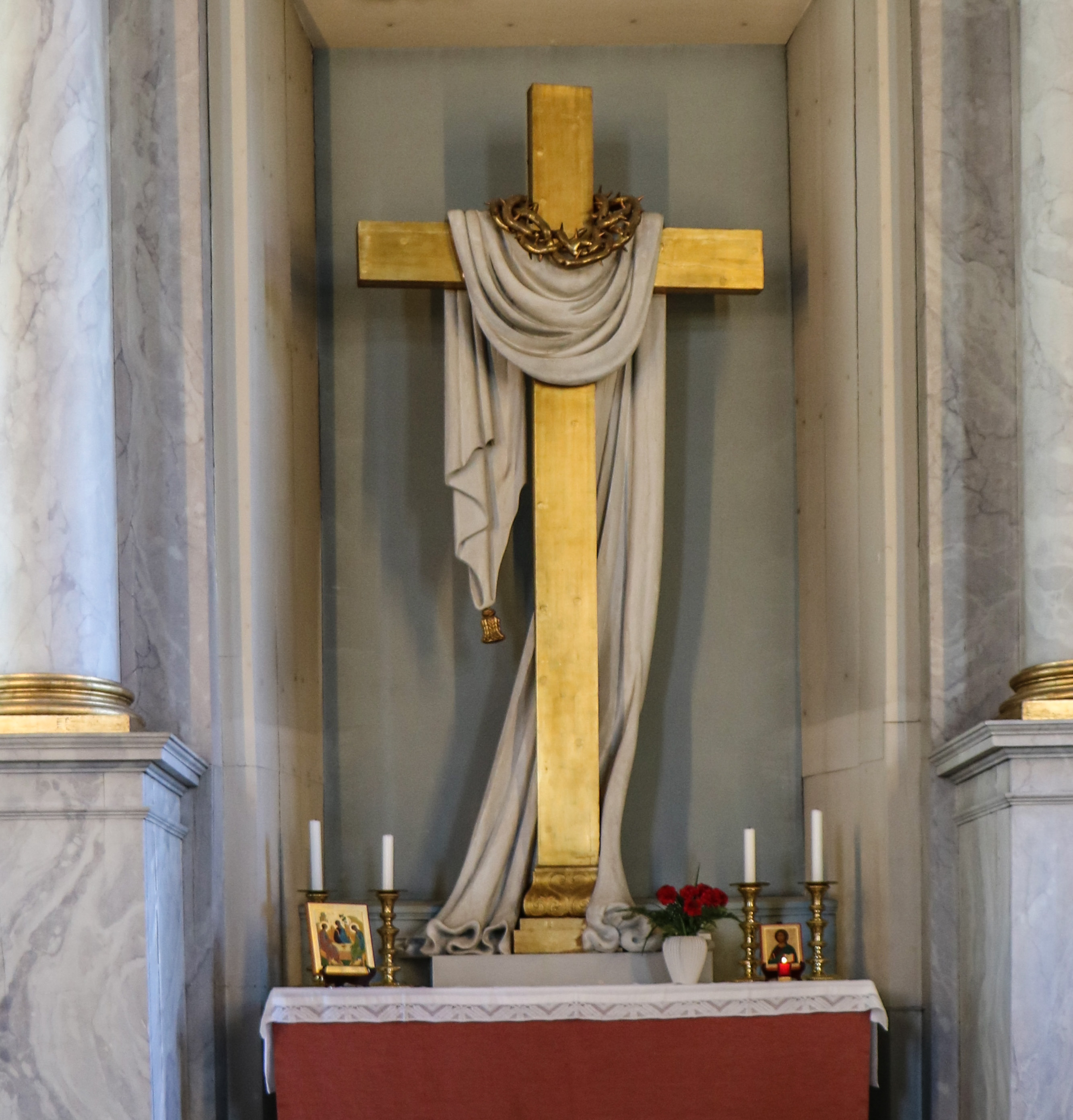
Altaret och altarkorset med svepduken
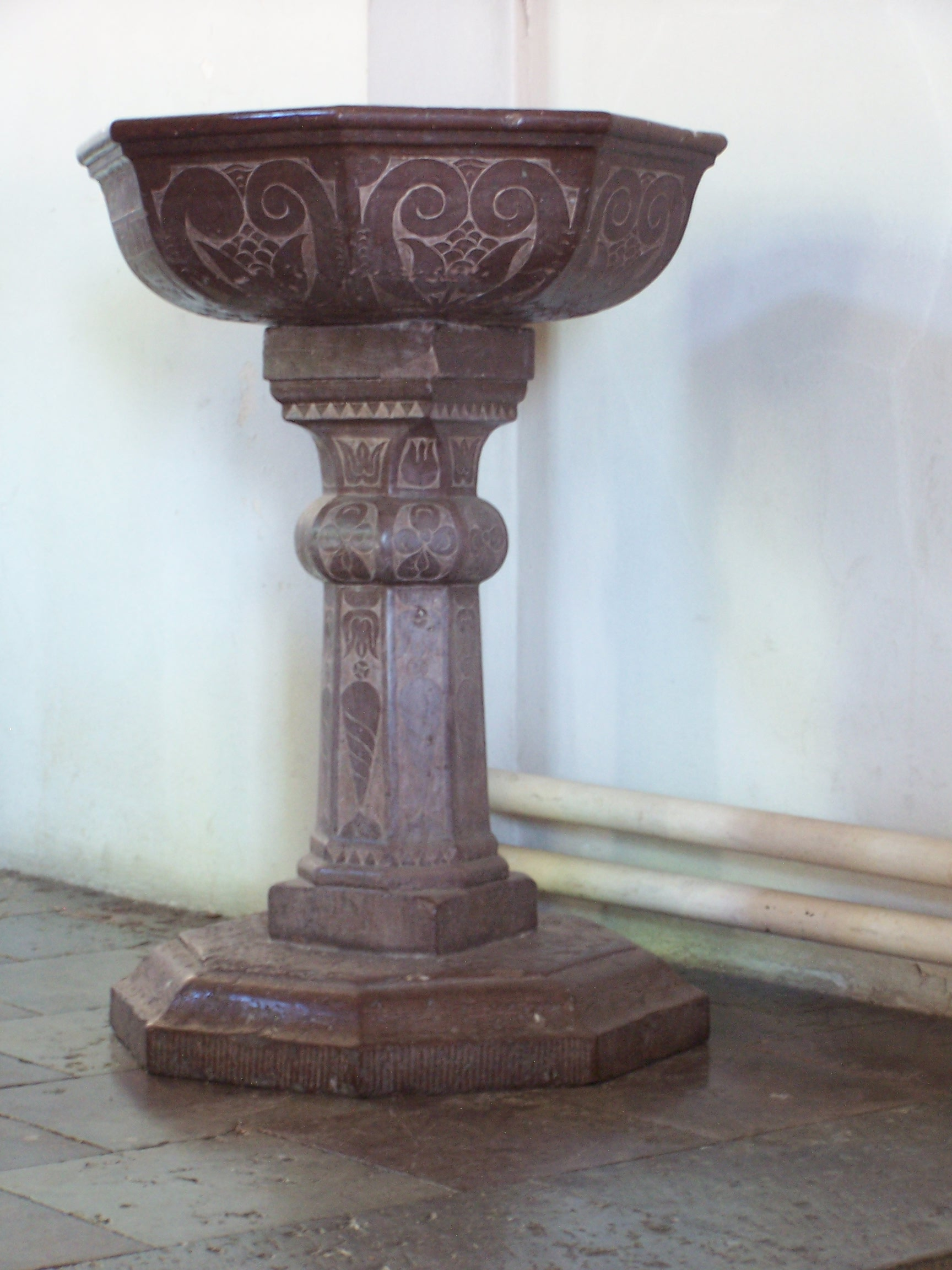
Dopfunten.
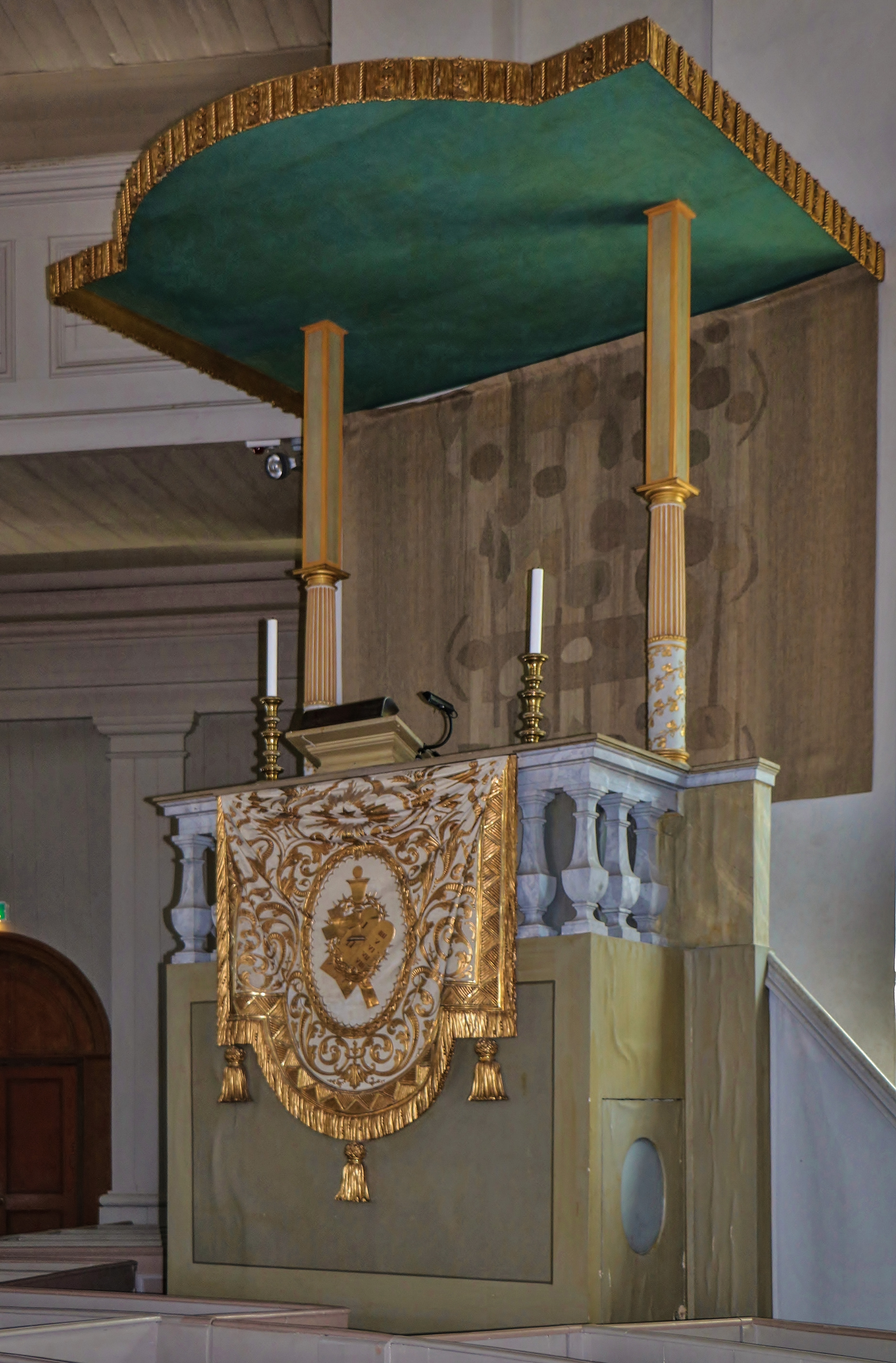
Predikstolen
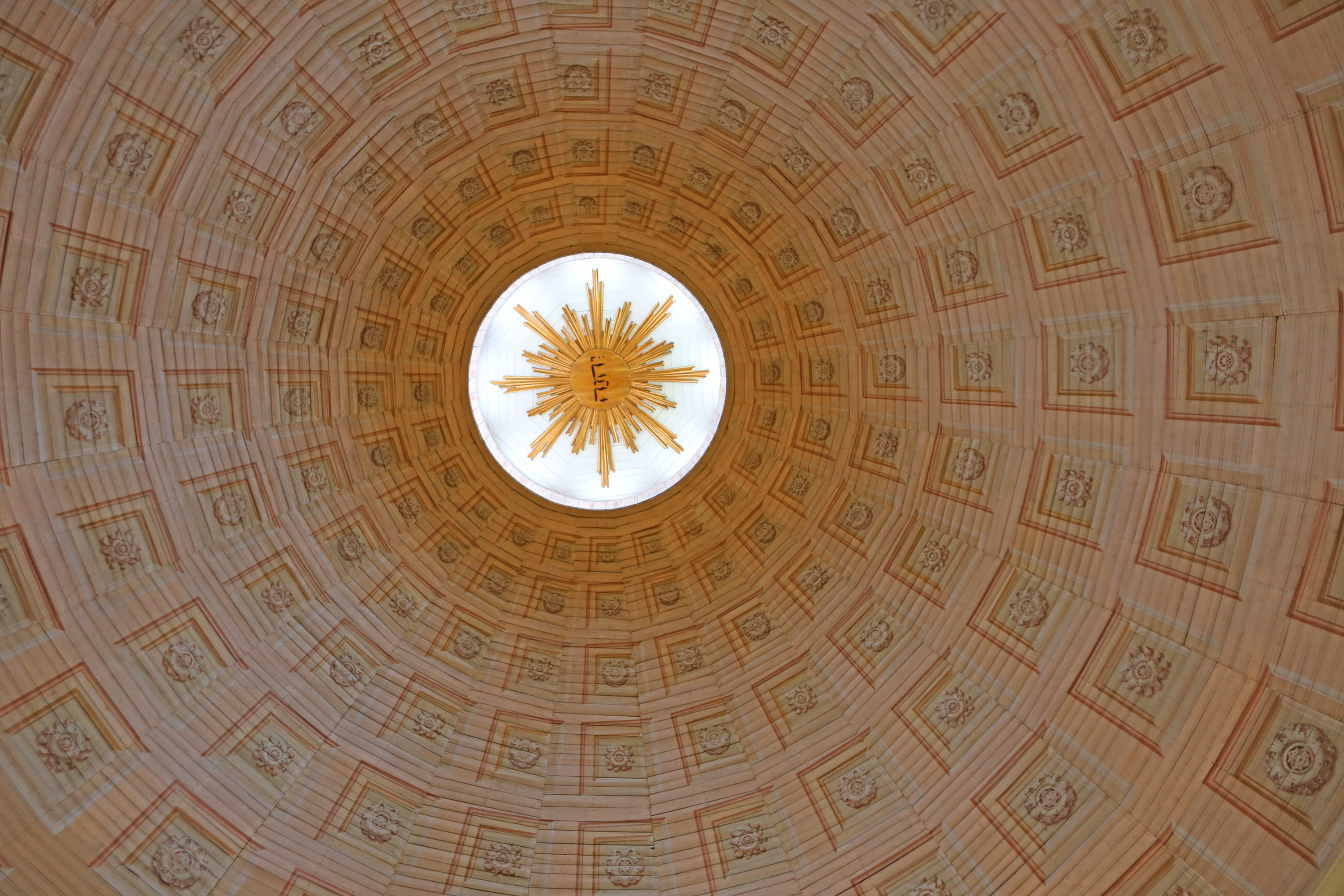
Takkupolen

## Orglar

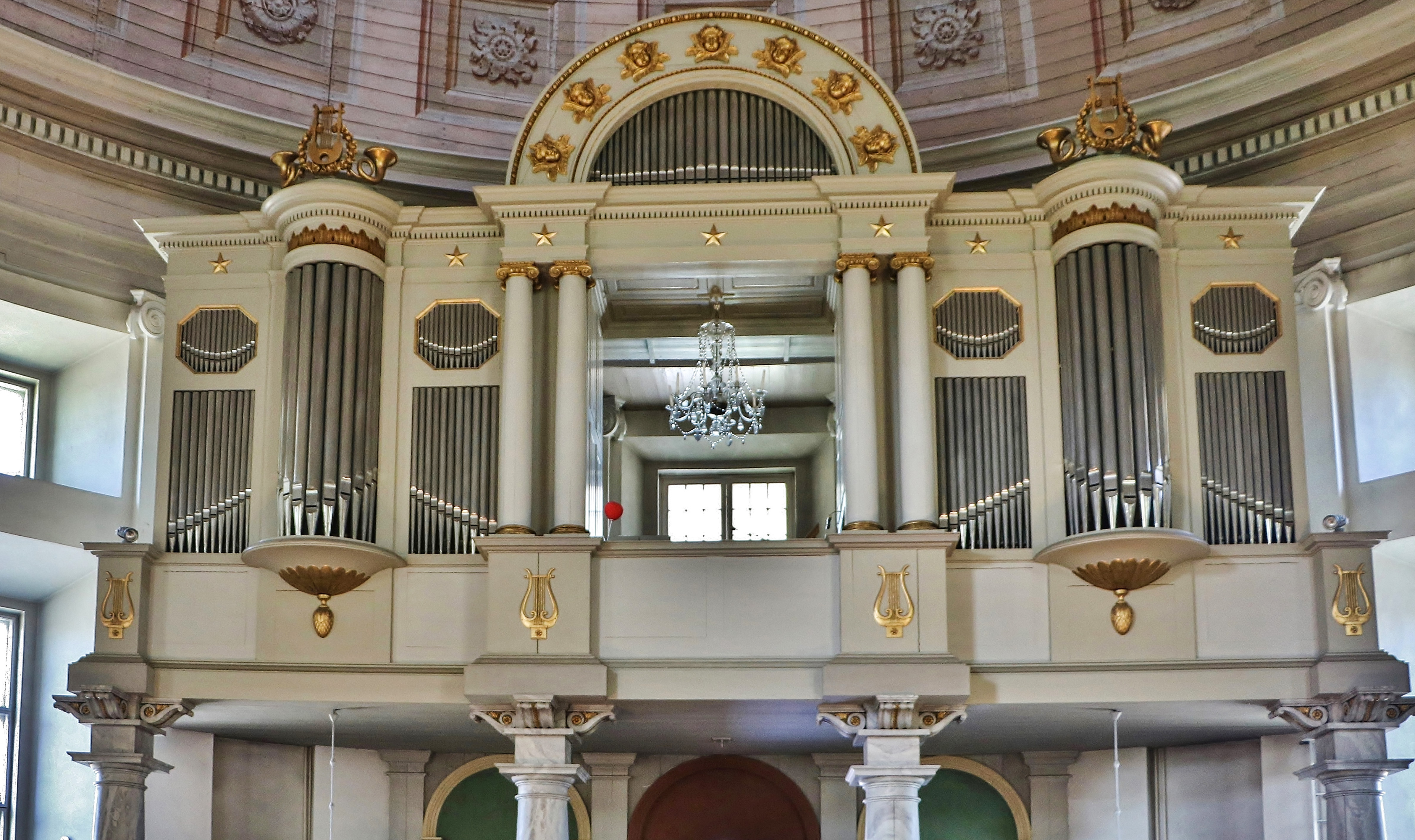
Orgeln med C G Blom-Carlssons fasad.

Kyrkans första orgel byggdes 1737 av Gottlieb Richter i Stralsund. Orgeln hade 20 stämmor och fraktades till Karlskrona av skepparen Joachim Henzel. 1790 brann orgeln upp, tillsammans med de flesta av kyrkans övriga inventarier. 1822 skänktes en ny orgel på 8 stämmor till kyrkan av tobaksfabrikören Stefanus Cyrillos Rettig. Eftersom den ansågs vara för liten för kyrkorummet var Rettig villig att skänka mer pengar till en ny orgel och den summan tillsammans med försäljningssumman av det gamla orgelverket bekostade en helt ny orgel. 
Den byggdes 1827 av Pehr Zacharias Strand i Stockholm och har 20 stämmor. Fasaden ritades av arkitekten Carl-Gustaf Blom-Carlsson. Den gamla orgeln såldes till Lärbro kyrka på Gotland, där den fortfarande står.
Orgeln renoverades 1861 och 1885 av Andreas Åbergh i Hjortsberga socken, 1905 och 1934 av Åkerman & Lund i Sundbyberg och restaurerades 1961-1962 av Bröderna Moberg i Sandviken.  Efter vandalisering 2017 reparerades den 2018 av Bergenblad och Jonsson.
Orgeln i Trefaldighetskyrkan är den största och en av de mest välbevarade av Strands orglar som finns kvar, vilket gör den till ett betydande tidsdokument i det svenska orgelbyggeriet under 1800-talet.
| Huvudverk (I) C-f3     | Öververk (II) C-f3   | Pedalverk (P) C-c1   | Koppel |
| ---------------------- | -------------------- | -------------------- | ------ |
| Bordun 16'             | Principal 8' (fasad) | Subbass 16'          | I/P    |
| Fugara 16' (från g0)   | Rörfleut 8'          | Principal 8' (fasad) | II/I   |
| Principal 8' (fasad)   | Corni di Basetti 8'  | Violon 8'            | I/II   |
| Flauto 8' B            | Octava 4'            | Octava 4'            |        |
| Flauto cuspida 8' D    | Flauto 4'            | Trumbono 16'         |        |
| Salcional 8' (från g0) | Fagott 8' B          | Sperventil           |        |
| Octava 4'              | Oboe 8 D             |                      |        |
| Hohlfleut 4'           | Sperventil           |                      |        |
| Octava 2'              |                      |                      |        |
| Trumpette 8'           |                      |                      |        |
| Sperventil             |                      |                      |        |

I koret finns en kistorgel på fyra stämmor byggd 1993 av August Laukhuff orgelteile i Wilkersheim i Tyskland och levererad av Kaliff & Löthman. Den stod från början i Fredrikskyrkan, men flyttades 2015 till Trefaldighetskyrkan. Orgeln går att transponera en halvton upp eller ner.
| Manual C-f3     |
| --------------- |
| Gedacht 8'      |
| Prinzipal 4'    |
| Gedachtflöte 4' |
| Oktave 2'       |